# Лорд-зберігач Таємної печатки Японії
Лорд-зберігач Таємної печатки Японії (яп. 内大臣)  — адміністративна посада яка не мала рангу кабінету міністрів (уряді) Японської імперії, ця адміністративна посада була відповідальна за те, щоб бути прямим особистим радником японського імператора та зберігати печатку імператора Японії й печатку Японської держави.
Сучасний офіс лорда-хранителя таємної печатки був лише назвою ідентичний старому палацовому міністру «Найдадзіну», тому не варто плутати ці дві різні посади. Але врешті-решт цей офіс був ліквідований у 1945 році після поразки Японської імперії в другій світовій війні.

## Історія

### Період правління імператора Мейдзі
Сучасний офіс лорда-зберігача таємної печатки Японії був утворений у 1885 році після того, як уряд імператора Мейдзі заснував кабінет міністрів (уряд) Японської імперії; однак лорд-зберігач таємної печатки був відокремлений від кабінету міністрів Японської імперії, і діяв як прямий особистий радник японського імператора. Він також відповідав за адміністрування документів японського імператора, такі як рескрипти та едикти. Петиції до японського імператора та його двору також розглядалися канцелярією лорда-зберігача, як і відповіді на них.
У 1907 році в Японській імперію цю адміністративну посаду було розширено до «Офіс лорда-зберігача таємної печатки» (яп. 内大臣府) до цього офісу входив головний секретар, з трьома секретарями та шістьма помічниками, щоб справлятися зі збільшеним робочим навантаженням після створення неконституційного органу при імператорі Японської імперії відомий під назвою «Ґенро».

### Період правління імператора Сьова
Після початку правління японського імператора Сьова (Хірохіто) в 1925 році, посада лорда-зберігача таємної печатки ставала все більш важливими через посаду прем'єр-міністра Японської імперії. Внутрішня політична боротьба в сеймі (парламенті) Японської імперії ще більше посилила владу Лорда-Зберігача. Оскільки особа яка обіймала цю важливу державну посаду мала можливість суворо контролювати, кому дозволено мати  аудієнцію в імператора Японської імперії, і потік інформації який надходив до японського імператора.
Посада лорда-зберігача таємної печатки була офіційно скасована 24 листопада 1945 року, це відбулось після того, як Японська імперія програла у другій світовій війні, і вона була повністю окупована переможцями війни.
Сьогодні вищезгадані обидві печатки зберігаються під опікою камергера Японії.

## Список посадових осіб
| Портрет | Ім'я                                                                                        | Початок терміну | Кінець терміну |
| ------- | ------------------------------------------------------------------------------------------- | --- | --- |
|         | Prince Санджо Санетомі 三条 実美 (1837–1891)                                                | 22 грудня 1885 р | 18 лютого 1891† |
|         | Токудайдзі Санецуне 徳大寺 実則 (1840–1919)                                                 | 21 лютого 1891 р | 12 серпня 1912 р |
|         | Prince Кацура Таро 桂 太郎 (1848–1913)                                                      | 21 серпня 1912 р | 21 грудня 1912 р |
|         | Принц Фушімі Саданару 伏見宮 貞愛親王 (1858–1923)                                           | 21 грудня 1912 р | 13 січня 1915 р |
|         | Prince Ояма Івао 大山 巌 (1842–1916)                                                        | 23 квітня 1915 року | 10 грудня 1916† |
|         | Marquis Мацуката Масайосі 松方 正義 (1835–1924)                                             | 2 травня 1917 р | 18 вересня 1922 р |
|         | Хірата Тосуке 平田 東助 (1849–1925)                                                         | 19 вересня 1922 р | 30 березня 1925 року |
|         | Viscount Hamao Arata 浜尾 新 (1849–1925)                                                    | acting (by the President of the Privy Council) 30 March 1925</br> acting (by the President of the Privy Council) 30 March 1925</br> acting (by the President of the Privy Council) 30 March 1925 | acting (by the President of the Privy Council) 30 March 1925</br> acting (by the President of the Privy Council) 30 March 1925</br> acting (by the President of the Privy Council) 30 March 1925 |
|         | Макіно Нобуакі 牧野 伸顕 (1861–1949)                                                        | 30 березня 1925 року | 26 лютого 1935 року |
|         | Viscount Сайто Макото 斎藤 実 (1858–1936)                                                   | 26 лютого 1935 року | 26 лютого 1936† |
|         | Baron Ichiki Kitokurō 一木 喜徳郎 (1867–1944) Baron Ichiki Kitokurō 一木 喜徳郎 (1867–1944) | acting (by the President of the Privy Council) 6 March</br> acting (by the President of the Privy Council) 6 March</br> acting (by the President of the Privy Council) 6 March                   | acting (by the President of the Privy Council) 6 March</br> acting (by the President of the Privy Council) 6 March</br> acting (by the President of the Privy Council) 6 March                   |
|         | Юаса Курахей 湯浅 倉平 (1874–1940)                                                          | 6 березня 1936 року | 1 червня 1940 року |
|         | Marquis Кідо Коічі 木戸 幸一 (1889–1977)                                                    | 1 червня 1940 року | 24 листопада 1945 року |

## зовнішні посилання
- Національний архів Японії ... Натисніть посилання, щоб переглянути фотографію зустрічі таємного радника (1946)
- Стаття про скасування посади лорда-хранителя таємної печатки з перекладів японської преси